# 1996 RJ4
1996 RJ4 är en asteroid i huvudbältet som upptäcktes den 11 september 1996 av NEAT vid Haleakalā-observatoriet.